# 李建成
李建成（589年—626年7月2日），小字毘沙門，隴西成紀（今甘肅秦安西北）人，中國唐朝高祖李淵嫡長子。本為唐高祖太子，後被其弟李世民發動玄武門之變，以箭射死。後建成諸子亦被世民全數處決，以绝后患，父子皆除宗籍。后来李世民即位，恢复李建成宗籍，追封息隐王，以亲王礼改葬，后又追封隐太子。

## 生平

### 太原起兵
隋大業十三年（公元617年），李渊时任太原留守，李建成作为长兄携李元吉等家属在河东居住，李建成受李渊之命在河东秘密结交英才。李世民与刘文静首次参与策划，劝父亲起兵。《大唐创业起居注》则说起兵为李渊本意：大业九年（公元613年），李渊就已有建立帝业的念头，在涿郡与杨广近臣宇文士及密谋，但因时机尚未成熟而暂且隐忍。大业十二年（公元616年），李渊被委任太原留守，暗自高兴，认为这是上天之意。大业十三年（公元617年）正月，李渊决心起兵，但顾及李建成等家眷尚在河东。按《大唐创业起居注》记载，并不是李世民策划和劝说李渊，而是李渊主动对李世民说：“隋历将尽，吾家继膺符命，不早起兵者，顾尔兄弟未集耳。今遭羑里之厄，尔昆季须会盟津之师，不得同受孥戮，家破身亡，为英雄所笑。”
李渊以勾结突厥为由，铲除了隋炀帝派来监视他的王威和高君雅，准备于晋阳起兵。李渊派使者与晋阳北面的突厥结盟，以保后方的安全稳定。但是突厥要李渊脱离隋杨政权，自立为天子，李渊不愿答应。尽管刘文静等人屡次劝说李渊却并策划了“兴国寺兵谏”，但是李渊仍不妥协。大业十三年（公元617年）五月，李渊密召李建成携第四子李元吉等家眷从河东到太原。此行路途艰险，又有隋兵追捕，李建成的一个弟弟李智云便死在路上。李建成的到来，棋局顿活，一直怂恿李渊起兵的裴寂、刘文静等人即刻邀建成、世民一同去“请(李渊)依伊尹放太甲，霍光废昌邑故事，废皇帝而立代王，兴义兵以檄郡县，改旗帜以示突厥，师出有名，以辑夷夏”。这个建议马上被李渊接受。在随后兵变全程，每逢军政要事，李渊必与李建成等相商以定。李建成参与起兵的战略制订和组织领导工作。
后李建成和李世民随李渊西征长安，李元吉守太原。义军未经训练，建成立整肃三军。路上的水果蔬菜，非买不食。如有人窃取者，则赔钱，亦不追究所窃之人。百姓赠送蔬食壶浆者，也与将士们一同分享。对赠送的酒肉则不接受，说：“此隋法也，吾不敢。”至西河城下，李建成亲自前往安抚，百姓纷纷来投，只有郡丞高德儒不肯归降，李建成于是率军攻打，郡司法书佐朱知瑾从城上将李建成兵马引进城中，生擒高德儒后斩首，其他人全部赦免。建成平定西河，往返只用了九天时间。李渊赞：“以此用兵，天下横行可也。”封陇西公，为左领军大都督。
同年七月，进图关中，驻军贾胡堡。八月，李建成建议开始进兵霍邑，李渊担心霍邑守将宋老生坚守不战。李建成认为宋老生虽然之前可以平定盗贼，其人出身寒微，有勇无谋，可以引诱他出战。李渊派几百个骑兵往霍邑城东，在距城五六里的地方安营，等待步兵。李建成与李世民各只率领几十个骑兵直到霍邑城下巡视。李渊又将部下分为十几队从城东南巡至西南，做出好像要安营又要攻城的样子，让殷开山率领后军开始进军。宋老生见城下打算安营的兵马数量不多，李渊后军尚未前来，于是将三万人一分为二，自己带人从东门杀出，另一队从南门杀出。李渊担心宋老生不会离城太远，让李建成率领左军，李世民率领右军，断掉宋老生的回城之路，李渊自己率军假装撤退，宋老生见李渊撤军，以为是李渊怕了，引军向前，在距城一里处列阵。殷开山率领步兵前军列阵，后军相继而至。还没交战，李建成与李世民率军作出大攻霍邑东门南门的样子，李渊放出谣言说宋老生已被斩首，宋老生兵马听到后，舍弃兵仗四散奔走。城门又被李建成、李世民所堵，宋老生无法回城，城上人放下绳子想要将宋老生拉上去，军头卢君谔趁机将宋老生斩杀。（此处《大唐创业起居注》与《旧唐书》不一致，《旧唐书》称载李渊被宋老生击败，李建成坠马，此战皆由李世民一人完成。）
九月，李建成率领刘文静等数万军队拒守潼关，兼守永丰仓，以防止屈突通河东驻军来追击，慰抚使窦轨等人也听其调遣。屈突通闻知李渊西行入关，亲自率兵几万人赶赴长安，被刘文静所阻。屈突通想去潼关向刘纲靠拢，王长谐抢先率兵袭击并斩杀了刘纲，占据了都尉南城，屈突通不得不退守都尉北城，唐军保住永丰仓，解除夺取关中后顾之忧，为顺利占领长安打下基础。李渊高兴地说：“屈突通向西不能前进，向东没有退路，只得观望才能采取下一步行动，已经不必再顾虑他了。”于是命令李建成从永丰仓的驻军挑选精兵，取道新封奔赴长乐离宫。

### 太子期间

#### 李唐统一战争
李渊攻入长安后，立代王杨侑为帝，遥尊隋炀帝为太上皇，自己掌握朝政，以李建成为尚书令。义宁二年（公元618年）春，李建成和李世民为正副统帅东征洛阳不克返回，夏，李渊在长安即位，立李建成为太子，裴寂为右仆射、知政事，刘文静为纳言。李唐开始全面启动统一方案：西线以李世民为元帅，由刘文静、殷开山为副，继续讨伐薛举；李建成与李渊为东西南北及长安几条战线做准备，积极整顿朝纲，调兵遣将，为宰制全国加紧筹备着，此事关全局性的战略实施和物资保障，战线如下：
南线：武德元年七月，李瑗安抚山南。段纶任益州刺史，为关中提供稳定的后备物资。四川在三国时期就已是富庶地区，意味关中及东线，物资充分保障。派郑元寿领兵击朱桀，派许绍、李靖、李孝恭对付萧铣部队。 
北线：李渊遣李琛、郑元寿贿赂突厥始毕可汗，稳住突厥，牵制突厥附属势力梁师道，派将经营北边。
东线：李密兵败降唐后，李渊派李神通安抚山东。李世民击败薛举后，又派世民到东线战场。派盛彦师锄掉李密，笼络李密谋臣魏征，派魏征安抚山东，还积极瓦解王世充部署，派人笼络幽州罗艺部队。
西线：联合土谷浑讨伐李轨，后派安修仁安抚平定李轨。 
武德二年（公元619年），司竹盗贼祝山海作乱，自称护乡公，李建成率桑显和前往将其平定。四月，凉州人安兴贵擒获凉王李轨，率众以河西诸郡向唐朝投降，李建成奉命前往原州接应。
武德三年（公元620年），刘武周被击败后逃往突厥，七月，李渊令李世民征讨王世充，令李建成镇守蒲州，防备突厥。
武德四年（公元621年），唐军占领洛阳后，李建成派任瓌、盛彦师安抚河南。七月，刘黑闼起兵，刘黑闼为窦建德的部将，窦建德降唐后，由于李唐对降将没有实行安抚政策，加上降将的疑惧心理，激起他们的反抗。刘黑闼很快复夺故地。李渊先后派李世民、李元吉征讨，虽取得了军事上的胜利，但由于实行“悬民处死”的高压政策，民心不稳，并没有彻底解决问题。
武德五年（公元622年）六月，刘黑闼再次起兵，声势很大，再夺故地，李建成接受魏征、王珪建议，请令征讨。十一月初七（12月14日），李建成替代李元吉，成为讨伐刘黑闼的唐军主帅。经历隋末战乱，百姓渴望和平统一的社会环境，盼望国家安定。窦建德部将刘雅对劝他起兵的人说：“天下已安，乐在丘园为农夫耳。起兵之事，非所愿也。”史载“时天下大定，其（高开道）将士多山东人，思还本土，人心颇离。”因此，李建成接受魏征“今宜悉解其囚俘，慰谕遣之，则可以坐视离散”的建议，改变过去“妻子系虏，欲降无繇”的高压政策，实行宽大安抚政策以争取人心。史载：“建成至，获俘皆抚遣之，百姓欣悦。”为了扩大影响，李建成让被释者互相转告：“若妻子获者，既已释矣。”这一措施起到了争取民心，瓦解斗志的作用，起到了不战而屈人之兵的效果。结果刘黑闼部队“众乃散，或缚其渠长降，遂擒黑闼。”十二月，李建成于魏州大获全胜。
武德六年（公元623年）正月初五，刘黑闼逃到饶阳，被诸葛德威擒住，送到李建成面前。二月，李建成在洺州斩刘黑闼，平定山东。
李唐处死窦建德，激化了未附的山东豪杰，使山东部分力量对李唐缺乏信任，分化了山东豪杰对世民的支持。李世民在洛阳对部署及战败者的私下许诺不能兑现，弱化了世民的权威。平洛阳后，李建成、世民兄弟之间权力发生了碰撞，李世民有不服从调遣的倾向，威胁着太子建成的权威，开启了兄弟权力之争的序幕。
在李建成和李世民的政治斗争中，李建成不断得到李渊的信任和支持，长时间都占据优势，但是与其弟李世民的矛盾冲突日益加剧。早在武德二年（619年），李建成下属李纲就在向唐高祖辞职时称李建成“信谗慝、疏骨肉”，可见最早在那时，兄弟间隔阂已生。

#### 唐突争霸
李建成在秦王攻打王世充时，陈兵蒲城防备突厥的举动。统一战争结束前，李建成多次巡防北边防线，指挥所部主动出击。
武德三年（公元620年）七月初一，李世民出兵讨伐王世充。十三日，李建成到达蒲州驻屯，防御突厥，并于廿五日指挥延州行军总管段德操击败来犯的梁师都和突厥、稽胡联军。
武德四年（公元621年），稽胡酋帅刘仚成拥众数万作乱边疆，正月廿三日李建成率军征讨，于鄜州与刘仚成军交战，大破刘仚成，斩首百余级，俘虏一千多人。李建成放走各稽胡首领几十人，让他们回到部落招降其他首领，刘仚成得知后与其他首领前来请降，李建成见这些部落民族兵马太多，害怕他们再次作乱，准备将他们全部杀死，消息泄漏，刘仚成逃往梁师都那里。李建成处死稽胡降兵六千余人。八月初二，李建成再次安抚北境。
武德五年（公元622年）八月十一日，李建成出豳州道，防御突厥。
武德六年（公元623年）八月七月廿五日，李建成驻屯于北部边境，防备突厥。
武德四年八月至武德五年十月，李建成一直局部打击突厥，并初步部署了与突厥决战的战线。在东线战争扫尾工作中，李建成整编世民所部，领兵安抚山东刘黑闼部，巡幸幽州罗艺部队，构建打击突厥的战线，处理一切有勾结突厥倾向的将领，净化内部，为战胜突厥做铺垫工作。李渊与李建成还积极调整人事部署。

## 与李世民的斗争

### 杨文干事件
根据《资治通鉴》《旧唐书隐太子建成传》描述：武德七年（公元624年）六月初三，李渊带着李世民和李元吉去铜川离宫仁智宫避暑，太子李建成监国，于京城留守。李建成趁勾结自己的死党，原任太子东宫侍卫庆州都督杨文干，让杨文干为自己招募骁勇，阴谋发动政变。并且命人送铠甲给杨文干。然而，负责送盔甲给杨文干的尔朱焕和桥公山在极端的恐惧之下，主动向李渊报告了这件事情。李渊赶忙召李建成觐见。当高祖的使者到达时，太子舍人徐师谟劝李建成据城起兵，李建成没有听从，而是听从詹事主簿赵弘智的意见，前往行宫请求皇帝宽恕，屏去官属，直接入内叩头请死，自投于地，不能起，几乎丧命。高祖将其囚禁在帐内，以麦为其充饥，同时命宇文颖前往庆州宣召杨文干。宇文颖至庆州以情告杨文干后，六月二十四日，杨文干发动兵变。李渊先派钱九陇、杨师道出兵镇压。六月二十六日，李渊向李世民许诺太子之位，以换取他平息叛乱。李世民出征后，李元吉与妃嫔为李建成求情，大臣封德彝固谏，李渊竟改变主意，令太子回京。七月初五日杨文干为部下所杀，宇文颖被俘斩。李世民回来后，李渊只字不提改立太子之事。最后，李渊将此事处理为“兄弟不能相容”，归罪于东宫的王珪、韦挺和秦王府的杜淹，将他们流放到隽州。李世民知道杜淹没罪，送给他三百两黄金。
此事件为太子谋反，处理结果却是“兄弟不睦”；李世民本是带兵平叛，却遭到部下被流放的处罚。根据唐朝刘餗《隋唐嘉话》，里面有“人妄告东宫”，司马光在《资治通鉴》里也引用了这句话。章太炎，李树桐等学者认为：《通鉴》内有关杨文干反事连李建成案的记载必与事实不符，所谓“杨文干事件”是秦王府策划的阴谋。
同年，唐高祖在城南打猎，李建成、李世民、李元吉都相从，高祖命三子驰射角胜。李建成将肥壮却喜欢蹶的胡马给李世民，李世民乘之，马屡蹶，李世民却总能及时跳到数步外，便对宇文士及说：“他想这么杀我，但死生有命，怎么能伤到我？”李建成得知后，就让妃嫔进谗言，称李世民自称有天命为天下主。高祖大怒，先召李建成、李元吉，再召李世民指责，但正逢突厥入寇，高祖又改变态度与李世民商议对抗突厥。
但他却在洛阳的军政官员中建立了支持的基础，以此来与李建成在长安的优势相抗衡。武德八年（公元625年），李建成召李世民到東宮飲酒，李世民「心中暴痛，吐血數升」，被叔父淮安王李神通扶回西宮。李世民认为是李建成有心毒杀自己。唐高祖想派李世民去守卫洛阳，避免兄弟进一步冲突，但李建成和李元吉交换意见后认为这会使李世民在洛阳建立自己的势力，提出反对，高祖也就没有这么做。
李建成招募两千多名少壮人员来增强他在首都长安的力量，因驻扎在太子住地东宫内的长林门附近，称长林兵。李建成长期在长安经营，与长安的官员和高祖许多妃嫔关系良好，尤其與高祖最寵愛的妃子尹德妃、张婕妤兩人關係密切，她們經常在高祖面前說李建成的好話：「至尊萬歲後，秦王得志，臣妾母子定無孑遺。」「東宮慈厚，必能養育臣妾母子。」等話，使李建成一直保持李渊对其的信任。
李元吉曾劝李建成趁李世民来齐王府时杀之，但李建成不想杀弟弟，阻止了。

### 玄武门之变
当大唐王朝开始渐渐稳定下来的时候，李建成一方和李世民为一方的早在战争时期已逐渐产生的隔阂，终于表面化且发展为你死我活的权力斗争。
根据两唐书和《资治通鉴》的记载：李建成为了削弱来自李世民的威胁，作出了种种应对，李建成和李元吉一起，算计了李世民最重要的谋士房玄龄和杜如晦，将其开革，而后又派人行刺了李世民的重要将领尉迟恭，失败后又詆毀尉迟恭，尉迟恭经李世民说情才免于一死。为削弱李世民力量，当突厥人于公元626年初入侵边境时，李建成和李元吉去抗御突厥人，并想要趁机带走李世民幕府的精锐将领和士兵，李建成和李元吉还重金贿赂李世民手下的关键人物，希望他们倒戈相向，但尉迟恭、段志玄都拒绝了他们的拉拢。李世民对此展开了反击，在军方中立将领的默许中，做好了武装政变的准备。为此李世民收买了玄武门的禁军将领常何，使其听命于己。
这时，李建成手下的率更令王晊又向李世民泄露李建成、李元吉意欲在昆明池杀害李世民的计划，李世民遂在部属建议下决意发动政变。武德九年（626年）六月三日，李世民向唐高祖告密李建成、李元吉與尹德妃、张婕妤通姦偷情，淫乱后宫。唐高祖立即对四人私通亂倫一事进行查验。次日一早，张婕妤把李世民对他们的控告通知建成和李元吉，他们便决定不去朝廷而径自去见皇帝說明詳情，因此打马直奔太极宫，想为自己辩护，结果在玄武门遇到李世民的埋伏，李建成被李世民本人引弓射杀，終年37歲，李元吉也被尉迟恭射死，即玄武门之变。
李世民随后掌握了宫中的禁軍部隊，唐高祖李渊无力回天，只得下诏以李世民主军国事。事后，建成的儿子安陆王李承道、河东王李承德、武安王李承训、汝南王李承明、巨鹿王李承义，李元吉的儿子梁郡王李承业、渔阳王李承鸾、普安王李承奖、江夏王李承裕、义阳王李承度等人都因而被杀，还在宗室的名册上被删除名字。李世民被立为太子，在其即帝位后，于十月初一丙辰日（626年10月26日）下诏，追封李建成为息王并以亲王礼仪规格下葬，诏李建成东宫旧臣来会，于宜秋门哭之，谥隐。貞觀元年，唐太宗以宗室子李怀仁为李建成后嗣，后改以己子李福为李建成后嗣，貞觀十六年六月庚寅（7月8日）又追封为隐太子。

#### 唐太宗入冥记
1900年于敦煌莫高窟藏经洞出土发现變文經卷的唐代小说《唐太宗入冥記》，描述玄武門事變的經過，原件藏于大英博物馆。

## 太子府可考人员
- 太子太保杜伏威；
- 太子詹士、太子少保李纲；
- 太子左庶子、太子詹士裴矩；
- 太子詹士窦轨；
- 太子左庶子郑善果；
- 太子中舍人、太子中允王珪；
- 陇西公友、太子中舍人、太子洗马贺徳仁；
- 太子洗马魏征；
- 陇西公府咨议参军、左元帅府录事参军、率更令萧德言；
- 典膳监任璨；
- 太子中舍人殷闻礼；
- 太子舍人、太子中舍人李立言；
- 詹士府主簿、太子舍人赵弘智；
- 陇西公府记室、太子舍人庾抱；
- 太子舍人徐师谟；
- 太子通事舍人杨弘礼；
- 太子通事舍人张弼；
- 宫门大夫、太子家令韦庆嗣；
- 太子率更令卢赤松；
- 率更丞王眰；
- 太子监门率马三宝；
- 东宫左率府录事参军张楚贤；

以上见《墓志所见玄武门之变》作者：赵壮，南京大学。
- 太子率更令窦师干；
- 太子左卫率裴龙虔；
- 属官李安俨；
- 车骑将军、武安县公、副护军薛万彻；
- 翊卫车骑将军冯立；
- 世子府谘议参军、东宫中舍人王皀；
- 右卫率府铠曹参军唐临；
- 宿卫杨文干；
- 太子千牛李志安；
- 谷州刺史任瑰；
- 陇西公府祭酒、太子左卫骠骑、检校左率韦挺；
- 太子左千牛、上大将军李义余；
- 军头雷永吉；
- 左領军长史陈演寿；
- 太子左千牛，右卫率府亲府队正王大礼；
- 太子右千牛、右率郎将徐慈政；
- 银青光禄大夫、给事中、太子率更令欧阳询；
- 太子学士陈子良；
- 司农卿、阳城县公、开府仪同三司、农圃监韦云起；
- 鸿胪寺卿韦庆俭；
- 太子家令、彭城郡公韦庆嗣；
- 益州道行台尚书郭行方；
- 太子中王知敬；
- 太子左卫率兰谋；
- 长林军可达志；
- 东宫左监门卫副率哥舒季通；

## 后世平反
在正史中，李建成和李元吉都被说得一无是处：李建成则无才无能，桀骜难驯，终日沉湎打猎酒色。李元吉则是暴虐无道，荒淫无度。这至少是这一时期，传统史料对二人形象故意歪曲的部分结果。司马光曾指出当时的实录对李建成和李元吉有偏颇不实之处。

### 《书唐隐太子建成传后》
清末民初思想家、史學家、樸学大师章太炎在《书唐隐太子建成传后》指出：“史之失官，莫如书书唐隐太子与明建文事。建文纪年被革除，因不为著实录，其时政令遂不可知，顾史官阙文而已。隐太子事，加诬乃已甚矣。按玄武门之讼，太宗率长孙无忌等伏兵门侧，而隐太子无衷甲之卫，是太子无欲杀太宗心，借曰计虑不及，魏征之智，岂后于房杜耶？不以伏兵教太子，是征亦未尝劝之杀太宗也。凡太宗所表愬（音“诉”，诽谤意）于神尧者，与炀帝愬太子勇语绝相类，被鸩心痛，亦饰为之耳。又攻及隐昧，云太子与宫嫔乱，谁见之谁证之？
太宗既立，惧于身后名，始以宰相监修国史，故《两朝实录》无信辞。吴兢刘昫不能为同异，虽宋子京亦不悟。唐人独一刘餗明杨文干事为诬告，而国史不采。司马公颇欲阙疑，然不能尽汰也。夫以神尧素染胡俗，非滞于成周之制者，且又素幸太宗，过于冢子，令唐有天下之功皆在太宗，何惮而不更置耶？然卒立隐太子无所变者，以太子自有功。按倡议之谋，本裴寂、刘文静启之，太宗在侧，故附成其说。隐太子不在侧，故不得附成其说。太宗非有以过其兄也。其决策之大者，莫如师次贾胡，久雨乏粮，群议欲返太原，惟隐太子兄弟沮其计，使神尧仡然西进，终成大业。此其功亦二人兼之，观温大雅《创业起居注》所记，大郎二郎方略正等（温大雅后亦为太宗所用，而《创业起居注》未尝剟定，唐初信史，惟此一编今其书具存。）知太子非庸谨不可与立者，神尧所以卒无异志为此也。  
其后削平东夏，实太宗之功为大，事乃在武德三年。后王魏劝太子亲将讨刘黑闼以立功，事虽卒就，比于太宗尚不逮，要创业时功非有异也。太宗以削平东夏自伐，故思夺宗。与炀帝以平陈自伐无异。夺宗之事，太宗与炀帝等。房杜为之谋主，与杨素等。凡事为耳目所习者，其取法也易，其虑之也亦深。神尧虽闇，独惩于隋之高祖。讼者知其不决，则剚刃以先之，事乃有甚于炀帝者矣。盖史者所以督视人君，唐初《两朝实录》，则房玄龄删定以奏御者，其书玄武门之变，太宗且教令肆言之，是故论功则尽归于此，举恶则尽委于彼。此犹不置法司而令罪人躬自折狱。狱成矣，果足以欺百姓耶？虽然，有时直坐罪齐王而称建成仁厚，此亦周内之不能尽也。”

### 《唐朝盛衰三百年：唐史十二讲》
中國知名文史學家黄永年在《唐朝盛衰三百年：唐史十二讲》：“建成、元吉也决非如历史读本中所诟骂是什么“纨绔无赖子”、“凶险”之徒。《旧唐书》所说“建成残忍，岂主鬯之才，元吉凶狂，有覆巢之迹，若非太宗逆取顺守，积德累功，何以致三百年之延洪，二十帝之纂嗣？或坚持小节，必亏大猷，欲比秦二世、隋炀帝，亦不及矣。”好像由建成、元吉来做皇帝，唐政权就会马上垮台，连秦二世、隋炀帝的结局都不如，也无非是受了《实录》、《国史》对建成、元吉所加诬陷之词的影响。
然而篡改历史总是件心劳力拙的蠢事，今天仔细研读文献，仍不难看出建成、元吉对唐皇室的积极作用。李渊太原起兵后一直让建成、世民共同充当统帅，直到正式称帝为止，其间建成、世民都完成了任务，并无显著的高下优劣之分。
至于政事上，建成当了太子后“高祖忧其不娴政术，每令习政事，自非军国大事，悉委决之”。也就是让他学习主持日常工作。史书上也找不到他此时在政事上弄得如何糟的话，相反在这方面他起码在经验上要比李世民丰富得多。
（一）在出征问题上，前此建成以太子身份留长安练习政事，除武德二年出兵盩厔镇压司竹园的“群盗祝山海”，四年出兵鄜州击破稽胡酋帅刘仚成的部落外，再未承担军事任务。而这两次都是长安附近的小规模作战，事罢即回长安，不能像李世民那样培植私人军事实力。元吉虽然出征山东，总还是李世民的副手，捞不到多少好处。现在趁李世民为李渊疏薄，他们赶快争取出任大战役的统帅。据《旧唐书·高祖纪》，武德五年（622）八月“突厥颉利寇雁门”，“遣皇太子及秦王讨击，大败之”。十月“遣齐王元吉击刘黑闼于洺州”。十一月“命皇太子率兵讨刘黑闼”。十二月“皇太子破刘黑闼于魏州，斩之，山东平”。六年七月“突厥颉利寇朔州，遣皇太子及秦王屯并州以备之”。八年六月“突厥寇定州，命皇太子往幽州，秦王往并州，以备突厥”。最后九年“突厥犯边，诏元吉率师拒之”，因玄武门之变而告吹。可见武德后期李世民已当不成大战役的最高统帅，这个重要位置已逐步为建成、元吉取代。
（二）不仅公开取代统帅权，还用公开或秘密的手法来瓦解李世民已经结集的小集团势力。用金帛招诱尉迟敬德、段志玄、李安远等秦府将领，不成就加以排陷，曾下尉迟敬德于诏狱，要出程知节为康州刺史，连房玄龄、杜如晦这两个大谋士都被斥逐出秦府。
（三）和李世民一样大搞其结党营私，扩充东宫、齐府的实力。李世民有以杜如晦、房玄龄为首的谋士和秦府文学馆十八学士，建成有洗马魏征、中允王珪、左卫率韦挺等“尽心所事”的东宫官属。

### 《唐史考辨》
台湾师范大学教授、隋唐史专家李树桐在《唐史考辨》第九章“唐隐太子建成军功考”中指出：“及太宗即位以后，必需要说出自己得即帝位的合理合法的根据来。于是造自己的功，造建成的过等等一套工作，是势必要作的。在这个原则下，自然不能不去掩没建成的军功。许敬宗奉太宗命作高祖实录，掩没建成的军功一项工作，就在所修实录里完成。掩没建成军功的方法有下列之多：
（一）对建成立的军功，除去建成之名。如平西河之役。 
（二）对建成部下将领立军功的，不书明属于建成部下。如克长安之役，将雷永吉改名为雷绍，而且不书明属于建成部下。
（三）对建成的职权或官衔从略，使受建成指挥的军队所建之功不属于建成。如书“太子屯蒲州以备突厥”，及以后各战役是。 
（四）对建成部属的战功，特别从略。如太子建成平刘黑闼时，他的部将钱九垄、窦琮等的军功，毫不加描述。若与秦王世民平王世充、窦建德时对秦王及其部属军功的描述相比，尚不及数十或百分之一。 
（五）对建成的军功或战胜，往往改为战败或罪过。如霍县之役。”

## 相關争议

### 观看《起居注》
“起居注”是史书的一种体式，史官依实记录帝王每日言行，按年代顺序编成。按规定，起居注是不准被记录者本人看的，善行恶举必记不漏。所以，其真实性不容质疑。按惯例，帝王大行之后，要依起居注修实录，实录既成，起居注即被销毁，就是不毁亦因实录的存世而起居注不再受重视。所以，唐以前的起居注早已不复存在，而唐代也仅此一种，弥足珍贵。
贞观9年，李渊死后5个月，李世民第一次要求看《起居注》，未遂。
《贞观政要》记载说：贞观年间，褚遂良负责太宗《起居注》。李世民想取过来看，褚遂良以“不闻帝王躬自观史”为由拒绝了。唐太宗说：“我有不好的言行，你也一定要记下吗？”褚遂良说：“我的职责是记录历史，当然一定要记。”黄门侍郎刘洎：“即使褚遂良不记，天下人也记。”《旧唐书·褚遂良传》和《资治通鉴》（第一百九十六卷）也载有此事。
次年，太宗再度要求看《起居注》，房玄龄等人就把国史加以删减整理，撰写成高祖和太宗的《实录》各二十卷，当他看到“书六月四日事，语多微文”——史官对当年玄武门事变的内容含糊其辞，太宗告诉房玄龄：不必替他遮遮掩掩，反正玄武门事件本来就是像“周公诛管、蔡，季友鸩叔牙”那样的义举，目的是为了“安社稷、利万民”，要求“削去浮词，直书其事”。《资治通鉴》第一百九十七卷亦有记载。
这一行为给史学考究带来极大困难，也遭到章太炎等学者的指责。之后学者在依据贞观史料写成的两唐书和《资治通鉴》中，发现大量删改史实的痕迹，这些史料往往自相矛盾、漏洞百出、不合常理。这些在黄永年《六至九世纪中国政治史》等文章书籍中都有揭露。王觉仁说，时至今日，关于贞观君臣改史之事在学界几乎已成定论，无可辩驳。认为这是由于李建成在玄武门之变被杀，李世民即位，史臣在编撰实录和国史时，有意篡改了史实真相。

### 《大唐创业起居注》
作者温大雅（572年－629年），字彦弘，太原人，曾任被李渊任命为大将军府记室参军，“专掌文翰”。由于其长期置身中枢，又亲历了李唐王朝从酝酿到玉成的全过程，公余修史，先后撰成《大丞相唐王官属记》二卷、《今上王业记》六卷和《大唐创业起居注》三卷。《剑桥中国隋唐史（页面存档备份，存于）》称他为“唐朝建立的目击者”。
《大唐创业起居注》记录了大业十三年（617年）五月李渊太原起兵至武德元年（618年）李渊长安称帝这段时间内发生的历史事件，诸如李渊联络豪杰、酝酿起兵、南下灭隋、在长安立代王及被拥戴登基等。这段时间温大雅做大将军府记室参军，所记多为亲见亲闻亲历。
《大唐创业起居注》约成书于高祖武德年间，涉及内容非常详赡丰富，比之后来的《旧唐书》、《新唐书》、《资治通鉴》等史书，记言记事多有出入。摘其要者，如太原起兵的主谋是谁，李建成于灭隋过程的功业如何？以及李渊屈节突厥、李渊与李密的关系等，而《大唐创业起居注》似更贴近当时史实，这也是历代治唐史者的共识。

#### 太原起兵的谋划
关于太原起兵的主谋，《旧唐书》、《新唐书》、《资治通鉴》等官修正史均归功李世民，《新唐书·高祖本纪》说，大业十三年（617年）高祖做太原留守后，“世民阴与（裴）寂谋，寂因选晋阳宫人私侍高祖。高祖过寂饮酒，酒酣从容，寂具以大事告之，高祖大惊。寂曰：‘正为宫人奉公，事发当诛，为此尔。’”后李渊被逼无奈：“吾儿诚有此谋，事已如此，当复奈何，正须从之耳。”司马光在《资治通鉴》中说，“高祖所以有天下，皆太宗之功”。作为大唐帝国开国皇帝的李渊，在正史中，仅是个缺乏主见，任由李世民和其谋臣摆布的人，从太原起兵直至建国，几乎没起什么作用。
而温大雅的《大唐创业起居注》所记则完全不同，李渊不仅是太原起兵的主谋，而且为人英明、决断、足智多谋，李世民仅起了协助作用。如同样是大业十三年（617年）李渊被任命为太原留守，《大唐创业起居注》载：“帝（李渊）遂私窃喜甚，而谓第二子秦王等曰：‘唐固吾国，太原即其地焉。今我来斯，是为天与。与而不取，祸将斯及。”此言谋隋而代之的雄心已暴露无遗了。若比较后代官修正史与《大唐创业起居注》，在李渊起兵灭隋这一过程中，由于温大雅是按当时所见所闻所历及时记载下来的，所以不像正史受后来的主流意识形态左右，应该说他的记载是最接近历史真实的。

#### 太子李建成与李世民的功业
在这个问题上，温大雅作为秦王李世民的亲信，在书中未免有夸大世民、贬抑李建成之处，但毕竟与正史受到太宗执政时期损益的史书截然不同，也被认为是相对客观公正的记录。由于李世民在玄武门之变中是靠杀兄逼父登上皇帝宝座的，而后世修史往往会替尊者讳。并且太宗“昔周公诛管、蔡而周室安，季友鸩叔牙而鲁国宁。朕之所为，义同此类，盖所以安社稷，利万民耳。”已为玄武门定下基调。故在新、旧《唐书》及《资治通鉴》这样的官修史书中，不仅要给李世民的夺位赋予正义的光环，还要对玄武门之变的受害者大加贬斥。如开创唐帝国的主角李渊庸庸无能，而太子李建成在灭隋兴唐的风云际会中更一无是处，或曰他的功绩簿上一片空白。
但温大雅在写《大唐创业起居注》时，李世民还仅是秦王，与太子也未发生夺位之争，因而温大雅虽然与秦王关系殊近，却不会也不敢厚此薄彼，只能秉笔直书。所以，在《大唐创业起居注》中，太子李建成随父起兵争战，一路政绩战功卓著（虽然大部分情况下大郎、二郎并提）。就在后世史家津津乐道的李世民苦谏父亲勿从霍邑前线回师太原这件事上，《大唐创业起居注》也明确记录，这是李建成与李世民共同的主张，而李渊也是欣然接受，并无“哭谏”一事。《唐俭墓志》《攀龙台碑》则认为此事存在，但分别认为应归功于唐俭和武士彟。
关于两唐书中所记载的李建成加害李世民等事情，由于政治斗争之残酷，其有待详查。

### 东宫毒酒事件的时间问题与真伪之谜
新旧唐书李建成传都差不多，安排在杨文干事件之后。“后又与元吉谋行鸩毒，引太宗入宫夜宴，既而太宗心中暴痛，吐血数升，淮安王神通狼狈扶还西宫。高祖幸第问疾，因敕建成：‘秦王素不能饮，更勿夜聚。’”
《资治通鉴》采用倒序手法，放在了武德九年六月一日条目下，正是玄武门事变前3天。《资治通鉴·卷第一百九十一·唐纪七》建成夜召世民，饮酒而鸩之，世民暴心痛，吐血数升，淮安王神通扶之还西宫。
《旧唐书·房玄龄传》则把这一事件安排在建唐之前，而且没有提到毒酒，只是中毒。接着就是房玄龄献计诛杀兄弟逼退父亲。“太宗尝至隐太子所，食，中毒而归，府中震骇，计无所出。”

方连辛《史官杰作》一文认为，此事普遍被考证为贞观群臣作假。原因如下：其一，李世民与李建成矛盾已然激化到无可收拾，两大阵营剑拔弩张，频频发生冲突，如何又有聚宴之理？其二，即便聚宴，李世民又如何敢饮鸿门之酒？其三，更滑稽的是，喝了鸩酒又居然不死，难道李世民内功深厚到“吐血数升”即可的地步？又或李建成一时糊涂，从黑市上买来了伪劣产品？其四，最令人啼笑皆非的是，这个“吐血数斗”的李世民，两三天后在玄武门前生龙活虎，力挽强弓射杀了长兄李建成！（玄武门事变为6月4日）。以上说法被普遍接受，有学者认为以上说法存在破绽。
有学者认为李建成不大可能会下毒。兄弟三人一起在东宫喝酒，如果李世民出了意外，那么责任很明显要他来承担。李渊虽然这时对李世民已经不如当初了，但毕竟“反迹未明”，若此时真出了这样的事李渊应该不会善罢干休，必会追究李建成责任。而对于李建成来说，他完全没有必要在这个时候走这一步。也有说法认为，李元吉在李建成和李世民不知道的情况下下了毒。

## 人物评价
- 温大雅：太子及王俱禀圣略，倾财赈施，卑身下士。逮乎鬻缯博徒，监门厮养，一技可称，一艺可取，与之抗礼，未尝云倦。故得士庶之心，无不至者。
- 《郊庙歌辞·隐太子庙乐章·迎神》：苍震有位，黄离蔽明。江充祸结，戾据灾成。衔冤昔痛，赠典今荣。享灵有秩，奉乐以迎。
《送神》：皇情悼往，祀仪增设。钟鼓铿锽，羽旄昭晣。掌礼云备，司筵告彻。乐以送神，灵其鉴阕。
- 刘昫：建成残忍，岂主鬯之才。有功曰祖，有德曰宗。建成、元吉，实为二凶。中外交构，人神不容。
- 司马光：向使高祖有文王之明，隐太子有泰伯之贤，太宗有子臧之节，則亂何自而生矣。
- 王夫之：太原之起，虽由秦王，而建成分将以响长安，功虽不逮，固协谋而戮力与偕矣。
- 陈寅恪《唐代政治史述论稿》：然高祖起兵太原，李建成即与太宗各领一军。及为太子，其所用官僚如王珪、魏徵之流即后来佐成贞观之治的名臣，可知李建成亦为才智之人。
- 黄永年《六至九世纪中国政治史》中指出：其实从第一手文献《大唐创业起居注》来看，从太原起兵到高祖进入长安称帝建唐，建成的功业并不亚于李世民；至于政事上，《旧唐书·建成传》说建成当了皇太子后，“高祖忧其不娴政书，每令习时事，自非军国大务，悉委决之”，用今天的话来说，就是让建成主持日常工作，学习做皇帝。而史书即使按太宗李世民定的调子多作改窜，也找不到建成此时在政事上弄得如何糟的话。相反，倒可以知道建成在这方面的经验至少要比李世民丰富得多。”

## 墓志铭
李建成墓碑被盗多年，2013年出现于一起经公安机关破获的盗墓案中，6月8日对外公布，全文五十五字。

#### 大唐故息隐王墓志
王讳建成。武德九年六月四日薨于京师。粤于贞观二年岁次戊子正月已酉朔十三日辛酉。葬于雍州长安县之高阳原。
墓志记载的高阳原为今西安市长安区郭杜镇，具体出土地点约在郭杜镇西北的羊村。墓志上谥号“隐”字明显为剜磨去原字后改刻。《唐会要》记载：
贞观二年三月（据志文当为正月），有司奏谥息王为戾。上令改谥。议，杜淹奏改为灵。又不许，乃谥曰隐。
知当时墓志本已刻好，后依太宗旨意改字。挖去的字当为原来谥号“戾”字。

## 家庭

### 妻妾
- 太子妃郑观音，生于隋开皇十九年（599年），隋朝大业十年（614年）嫁李建成。郑观音比丈夫年轻十岁，成婚时李建成已虚岁二十六岁，且二人成婚时间比丈夫的弟弟李世民与弟媳长孙氏成婚时间更晚，推测郑观音并非李建成原配。卒于唐高宗上元三年（676年），年78。出自荥阳郑氏，北魏太常卿，徐州刺史郑道玉的曾孙女，北魏司徒府长史、谏议大夫、颍川郡太守、吴山郡公郑谌的孙女，北齐本州大中正、吴山公、隋开府仪同三司、金紫光禄大夫、括州刺史郑继伯之女[70]。早年史书中，关于李建成太子妃的记载仅“李安严（李安俨）与隐太子同取郑氏”[71]一句。
- 承徽杨舍娘，生于隋开皇十八年（598年），卒于唐高宗总章元年（668年），年71。出自弘农杨氏，北魏使持节大将军、鄜豳燕成文扶邓赵八州刺史、傥城郡公杨绍曾孙女，使持节仪同大将军杨长孙女，隋通化府鹰扬郎将杨珉之女[72]。武德初（618年）以良家子入宫，封承徽（良娣、良媛之后为承徽，从五品）。有女乐陵县主，永徽中封，嫁洛州温县令于善询。

### 子女
- 长子李承宗，620年六月封太原郡王，早卒。
- 次子李承道，620年六月封安陆郡王，626年被誅。
- 三子李承德，河东郡王，626年被誅。
- 四子李承训，武安郡王，626年被誅。
- 五子李承明，汝南郡王，626年被誅。
- 六子李承义，钜鹿郡王，626年被誅。
- 次女李婉顺，嫁刘应道为妻，封闻喜县主
- 乐陵县主，杨舍娘所生，嫁洛州温县令于善询。
- 五女归德县主，郑观音所生

## 备注
1. ↑  大業十三年六月沒有己卯日，懷疑此處筆誤，應為五月己卯（即五月三十日）。
2. ↑  一说，李智云因为年幼被李建成故意丢下，被隋朝官吏逮捕，后被阴世师所害杀死。

## 延伸阅读
[在维基数据编辑]
 《舊唐書·卷64》，出自刘昫《舊唐書》
 《新唐書·卷079》，出自《新唐書》